# Emilio Romano
Emilio Romano (ur. 28 listopada 1895 w Brescii, zm. 1972 tamże) – włoski kierowca wyścigowy.

## Życiorys
Karierę wyścigową rozpoczął w 1927 roku. W trakcie kariery korzystał m.in. z rzadkiego ośmiocylindrowego Bugatti T36 1100. W 1932 roku zajął drugie miejsce w Grand Prix Rzymu. W sezonie 1938 uczestniczył Alfą Romeo Monza w Grand Prix Szwajcarii, stanowiącego eliminację Mistrzostw Europy AIACR. Zajął w tym wyścigu dwunaste miejsce, a w klasyfikacji ogólnej sezonu był czternasty. W latach 1939–1940 ścigał się we Włoszech samochodami typu voiturette, m.in. w wyścigach Targa Florio i Grand Prix Trypolisu. W 1947 roku zaoferował Clemente Biondettiemu wspólny start jego Alfą Romeo w wyścigu Mille Miglia, który załoga wygrała. W 1948 roku został wyścigowym mistrzem Włoch. Wziął udział Maserati A6GCS w Grand Prix San Remo 1949, a w 1949 i 1951 roku uczestniczył w Grand Prix Rzymu, odbywającym się według przepisów Formuły 2. Karierę zakończył około 1955 roku.

## Wyniki w Mistrzostwach Europy
| Punktacja mistrzostw Europy AIACR | Punktacja mistrzostw Europy AIACR    | Punktacja mistrzostw Europy AIACR |
| Kolor                             | Rezultat                             | Punkty                            |
| --------------------------------- | ------------------------------------ | --------------------------------- |
| Złoty                             | Zwycięzca                            | 1                                 |
| Srebrny                           | 2 miejsce                            | 2                                 |
| Brązowy                           | 3 miejsce                            | 3                                 |
| Zielony                           | Przynajmniej 75% rezultatu zwycięzcy | 4                                 |
| Niebieski                         | 50%-75% rezultatu zwycięzcy          | 5                                 |
| Fioletowy                         | 25%-50% rezultatu zwycięzcy          | 6                                 |
| Czerwony                          | Poniżej 25% rezultatu zwycięzcy      | 7                                 |
| Czarny                            | Zdyskwalifikowany                    | 8                                 |
| Biały                             | Nie brał udziału                     | 8                                 |

| Sezon | Zespół    | Samochód         | Silnik            | Wyniki w poszczególnych eliminacjach | Wyniki w poszczególnych eliminacjach | Wyniki w poszczególnych eliminacjach | Wyniki w poszczególnych eliminacjach | Pkt. | Msc. |
| ----- | --------- | ---------------- | ----------------- | ------------------------------------ | ------------------------------------ | ------------------------------------ | ------------------------------------ | ---- | ---- |
| 1938  |           |                  |                   | Belgia                               | III Rzesza                           | Szwajcaria                           |                                      | 28   | 14   |
| 1938  | E. Romano | Alfa Romeo Monza | Alfa Romeo 2.6 R8 | –                                    | –                                    | 12                                   | –                                    | 28   | 14   |